# 小行星3263
小行星3263（3263 Bligh）是一颗绕太阳运转的小行星，为主小行星带小行星。该小行星于1932年2月5日发现。
該小行星以英國皇家海軍中將威廉·布萊命名。

## 轨道参数
小行星3263的轨道半长轴为2.4141523 UA，离心率为0.068。